# 镜头华石蟹
镜头华石蟹（学名：Sinolapotamon patellifer）为溪蟹科华石蟹属的动物。在中国大陆，分布于广西等地，多见于急流清沏的山溪中、溪边的石块下以及以及附近稻田的水沟中。